# Thibault Vlietinck
Thibault Vlietinck, né le 19 août 1997 à Knokke en Belgique, est un footballeur belge qui joue au poste de défenseur ou de milieu de terrain à l'OH Louvain.

## Biographie

### En club

#### Jeunesse er formation
Thibault Vlietinck joue en faveur du Knokke FC, club de sa ville natale, avant de passer au Cercle Bruges KSV puis au Club Bruges KV.

#### Club Bruges KV (2017-2022)
Le 14 octobre 2016, il fait ses débuts en Division 1A avec le Club Bruges KV contre le Charleroi SC, en remplaçant Jelle Vossen à quelques secondes de la fin du match.
La saison suivante, il devient champion de Belgique avec son club formateur, le Club Bruges KV.
Sous les ordres de Ivan Leko, il aura joué 21 matches toutes compétitions confondues (dont 4 en Ligue des champions face au Borussia Dortmund, à l'Atlético de Madrid et à l'AS Monaco.
Le depart du coach croate et l'arrivée de Philippe Clement comme entraîneur principal pour la saison 2019-2020 est préjudiciable pour le milieu de terrain. Thibault Vlietinck ne jouera que sept matches toutes compétitions confondues.

#### OH Louvain, prêt puis transfert définitif (depuis 2020)
Le 12 août 2020, Thibault Vlietinck est prêté pour toute la saison 2020-2021 à OHL, avec option d'achat.
Il joue 19 matches de championnat et marque 1 but durant cette saison.
Le 9 juillet 2021, Thibault prolonge son contrat chez les Blauw en Zwart jusqu'en 2023 et, par la même occasion, son prêt chez les louvanistes pour une saison supplémentaire.

## Statistiques

### En club
| Saison                | Club                  | Championnat           | Championnat | Championnat | Championnat | Coupe(s) nationale(s) | Coupe(s) nationale(s) | Coupe(s) nationale(s) | Compétition(s) continentale(s) | Compétition(s) continentale(s) | Compétition(s) continentale(s) | Compétition(s) continentale(s) | Autres compétitions | Autres compétitions | Autres compétitions | Autres compétitions | Total | Total | Total |
| Saison                | Club                  | Division              | M.          | B.          | P.d.        | M.                    | B.                    | P.d.                  | Comp.                          | M.                             | B.                             | P.d.                           | Comp.               | M.                  | B.                  | P.d.                | M.    | B.    | P.d.  |
| 2016-2017             | Club Bruges KV        | Division 1A           | 2           | 0           | 1           | -                     | -                     | -                     | C1                             | -                              | -                              | -                              | PO1                 | 0                   | 0                   | 0                   | 2     | 0     | 1     |
| 2017-2018             | Club Bruges KV        | Division 1A           | 4           | 0           | 0           | -                     | -                     | -                     | C1+C3                          | 0+0                            | 0+0                            | 0+0                            | PO1                 | 0                   | 0                   | 0                   | 4     | 0     | 0     |
| 2018-2019             | Club Bruges KV        | Division 1A           | 11          | 1           | 1           | 0                     | 0                     | 0                     | C1+C3                          | 4+0                            | 0+0                            | 0+0                            | PO1                 | -                   | -                   | -                   | 15    | 1     | 1     |
| 2019-2020             | Club Bruges KV        | Division 1A           | 5           | 0           | 1           | 1                     | 0                     | 0                     | C1+C3                          | 1+0                            | 0+0                            | 0+0                            | -                   | -                   | -                   | -                   | 7     | 0     | 1     |
| Sous-total            | Sous-total            | Sous-total            | 22          | 1           | 3           | 1                     | 0                     | 0                     | -                              | 5                              | 0                              | 0                              | -                   | 0                   | 0                   | 0                   | 28    | 1     | 3     |
| 2020-2021             | OH Louvain (prêt)     | Division 1A           | 19          | 1           | 1           | 1                     | 0                     | 0                     | -                              | -                              | -                              | -                              | -                   | -                   | -                   | -                   | 20    | 1     | 1     |
| 2021-2022             | OH Louvain (prêt)     | Division 1A           | 14          | 0           | 1           | 2                     | 0                     | 0                     | -                              | -                              | -                              | -                              | -                   | -                   | -                   | -                   | 16    | 0     | 1     |
| 2022-2023             | OH Louvain            | Division 1A           | 17          | 0           | 1           | 2                     | 1                     | 0                     | -                              | -                              | -                              | -                              | -                   | -                   | -                   | -                   | 19    | 1     | 1     |
| 2023-2024             | OH Louvain            | Division 1A           | 8           | 0           | 1           | -                     | -                     | -                     | -                              | -                              | -                              | -                              | PO2                 | -                   | -                   | -                   | 8     | 0     | 1     |
| 2024-2025             | OH Louvain            | Division 1A           | 23          | 1           | 0           | 2                     | 0                     | 0                     | -                              | -                              | -                              | -                              | PO2                 | 7                   | 0                   | 0                   | 32    | 1     | 0     |
| 2025-2026             | OH Louvain            | Division 1A           | 3           | 0           | 0           | -                     | -                     | -                     | -                              | -                              | -                              | -                              | -                   | -                   | -                   | -                   | 3     | 0     | 0     |
| Sous-total            | Sous-total            | Sous-total            | 84          | 2           | 4           | 7                     | 1                     | 0                     | -                              | -                              | -                              | -                              | -                   | 7                   | 0                   | 0                   | 98    | 3     | 4     |
| Total sur la carrière | Total sur la carrière | Total sur la carrière | 106         | 3           | 7           | 8                     | 1                     | 0                     | -                              | 5                              | 0                              | 0                              | -                   | 7                   | 0                   | 0                   | 126   | 4     | 7     |

## Palmarès

### En club
|  |  | Club Bruges KV - Championnat de Belgique (2) : - Champion : 2018 et 2020. - Vice-champion : 2017. - Coupe de Belgique : - Finaliste : 2020. |